# Commelina leiocarpa
Commelina leiocarpa är en himmelsblomsväxtart som beskrevs av George Bentham. Commelina leiocarpa ingår i släktet himmelsblommor, och familjen himmelsblomsväxter. Inga underarter finns listade.